# Entrée du port de Palerme au clair de lune
L'Entrée du port de Palerme au clair de lune est une peinture à l'huile sur toile de 99,5 × 138 cm, réalisée par le peintre français  
Joseph Vernet et conservée au musée de l'Ermitage de Saint-Pétersbourg.

## Histoire
Cette toile faisait partie de la collection Longvilliers (Montreuil-sur-Seine), jusqu'en 1769, puis de la collection Boyer de Fonscolombe (Aix-en-Provence), jusqu'en 1791. 
Cette toile a été achetée par Alexandre Ier en 1803 à Saint-Pétersbourg auprès de Pirling et Compagnie, marchand de Dresde. Elle a pour pendant une Vue des environs de Reggio en Calabre également conservée au musée de l'Ermitage.
Elle a été exposée à Göteborg en 1968 (no 36), Shizuoka-Tochigi-Okoyama-Kumamoto en 1995 (no 24), Niigata (Nagaoka)-Osaka en 1996 (no 7) et au musée d'art de l'université du Michigan en 2003.

## Description
La peinture représente l'entrée du port de Palerme au clair de lune et date de 1769. Elle est signée et datée en bas à gauche : « J. Vernet f 1769 ». Au premier plan à gauche des personnages se réchauffent autour d'un feu, tandis qu'à droite des silhouettes de navires se détachent sur la mer.